# Бур-Сен-П'єр
Бур-Сен-П'єр (фр. Bourg-Saint-Pierre) — місто  в Швейцарії в кантоні Вале, округ Антремон.

## Географія
Місто розташоване на відстані близько 115 км на південь від Берна, 34 км на південь від Сьйона.
Бур-Сен-П'єр має площу 89,8 км², з яких на 0,8% дозволяється будівництво (житлове та будівництво доріг), 27,3% використовуються в сільськогосподарських цілях, 7,3% зайнято лісами, 64,7% не є продуктивними (річки, льодовики або гори).

## Демографія
2019 року в місті мешкало 200 осіб (+13% порівняно з 2010 роком), іноземців було 9,5%. Густота населення становила 2 осіб/км².
За віковим діапазоном населення розподілялося таким чином: 12,5% — особи молодші 20 років, 59,5% — особи у віці 20—64 років, 28% — особи у віці 65 років та старші. Було 85 помешкань (у середньому 2,2 особи в помешканні).